# ماريو سوزا
ماريو سوزا (مواليد 1910) هو لاعب كرة قدم. يلعب مع منتخب كوبا لكرة القدم. سبق له أن لعب في كأس العالم لكرة القدم مع منتخب بلاده.

## روابط خارجية
- ماريو سوزا على موقع الاتحاد الدولي (مؤرشف)  (الإنجليزية)
- ماريو سوزا على موقع قاعدة بيانات كرة القدم.إي يو (الإنجليزية)
- ماريو سوزا على موقع ناشيونال فوتبول تيمز (الإنجليزية)
- ماريو سوزا على موقع Soccerway.com (الإنجليزية)